# Élections législatives nauruanes de 2008
Des élections législatives se sont tenues à Nauru le 26 avril 2008. L'annonce d'élections anticipées fit suite à la dissolution du Parlement par le Président Marcus Stephen, le 18 avril. Stephen affirma avoir agi pour mettre fin à « des mois de blocage politique ». En effet, neuf des dix-huit députés appartenaient à la « majorité » présidentielle, tandis que neuf étaient membres de l'Opposition,.
Cette situation de blocage avait été exacerbée par une crise entre le président de la République, Stephen, et le président du Parlement (Speaker), David Adeang, membre de l'Opposition. Le 22 mars, Adeang avait convoqué une session du Parlement, sans, apparemment, prévenir les membres de la majorité, qui ne furent donc pas présents. Les députés de l'Opposition ont alors voté une loi interdisant la double nationalité pour les députés. Si elle avait été appliquée, cette loi aurait obligé les ministres Kieren Keke et Frederick Pitcher à démissionner, et aurait permis à l'Opposition d'avoir une majorité de sièges au Parlement. La loi est déclarée anticonstitutionnelle par la Cour suprême. Deux jours après le verdict de la Cour, Adeang annonce qu'il a suspendu l'ensemble des neuf députés de la majorité présidentielle. Neuf jours plus tard, Stephen dissout le Parlement.
À la requête du gouvernement, les élections se tinrent en présence de deux observateurs du Forum des îles du Pacifique.
65 candidats se disputèrent les 18 sièges à pourvoir. Parmi eux, les anciens présidents de la République Ludwig Scotty et René Harris. Le taux de participation, dans ce pays où voter est obligatoire, fut de 88 % - soit 4 607 votants sur 5 235 inscrits.

## Résultats
L'ensemble des neuf députés du camp présidentiel  (Marcus Stephen, Kieren Keke, Mathew Batsiua, Roland Kun, Frederick Pitcher, Sprent Dabwido, Riddell Akua, Dominic Tabuna et Rykers Solomon) furent réélus. Trois membres de l'Opposition (René Harris, Cyril Buraman et Fabian Ribauw) perdirent leurs sièges, permettant au Président de la République d'obtenir une majorité parlementaire avec l'appui de nouveaux députés,. Les trois nouveaux députés rejoignirent le camp du président.

### Liste des députés élus
| Député | Député            | Circonscription     | Affiliation  | Remarques                 |
| ------ | ----------------- | ------------------- | ------------ | ------------------------- |
|        | Dantes Tsitsi     | Aiwo                | Opposition   | député sortant            |
|        | Godfrey Thoma     | Aiwo                | Indépendant  | ancien député             |
|        | Ludwig Scotty     | Anabar/Ijuw/Anibare | Opposition   | député sortant            |
|        | Riddell Akua      | Anabar/Ijuw/Anibare | Gouvernement | député sortant            |
|        | Mathew Batsiua    | Boe                 | Gouvernement | député sortant            |
|        | Baron Waqa        | Boe                 | Opposition   | député sortant            |
|        | Shadlog Bernicke  | Buada               | Opposition   | député sortant            |
|        | Roland Kun        | Buada               | Gouvernement | ministre sortant          |
|        | Marcus Stephen    | Ewa/Anetan          | Gouvernement | président sortant         |
|        | Landon Deireragea | Ewa/Anetan          | Indépendant  | élu pour la première fois |
|        | Rykers Solomon    | Meneng              | Gouvernement | député sortant            |
|        | Sprent Dabwido    | Meneng              | Gouvernement | député sortant            |
|        | Frederick Pitcher | Ubenide             | Gouvernement | député sortant            |
|        | David Adeang      | Ubenide             | Opposition   | député sortant            |
|        | Valdon Dowiyogo   | Ubenide             | Opposition   | député sortant            |
|        | Aloysius Amwano   | Ubenide             | Indépendant  | ancien député             |
|        | Dominic Tabuna    | Yaren               | Gouvernement | député sortant            |
|        | Kieren Keke       | Yaren               | Gouvernement | ministre sortant          |